# Hospital Universitário de Canoas
O Hospital Universitário de Canoas é um hospital localizado em Canoas, no estado brasileiro do Rio Grande do Sul. Inaugurado pela Universidade Luterana do Brasil (ULBRA) em 2007, foi fechado em 2009 devido à crise que a universidade enfrentou. Foi reaberto em 2011 pela Prefeitura de Canoas, e atualmente pertence à prefeitura, sendo administrado pelo Grupo de Apoio à Medicina Preventiva e à Saúde Pública (GAMP), além de ser utilizado pelos alunos do curso de Medicina, Enfermagem, Psicologia, Fisioterapia, Odontologia e Fonoaudiologia da ULBRA. O hospital está situado na entrada do campus principal da ULBRA, em Canoas e tem atualmente 400 leitos.